# Abbottina lalinensis
Espèce
Abbottina lalinensis est une espèce de poissons de la famille des Cyprinidés.

## Répartition
Cette espèce vit uniquement dans la province Heilongjiang, en Chine.

## Étymologie
Son nom spécifique, composé de lalin et du suffixe latin -ensis, « qui vit dans, qui habite », lui a été donné en référence à la rivière Lalin, lieu de sa découverte.